# Skule Bårdsson

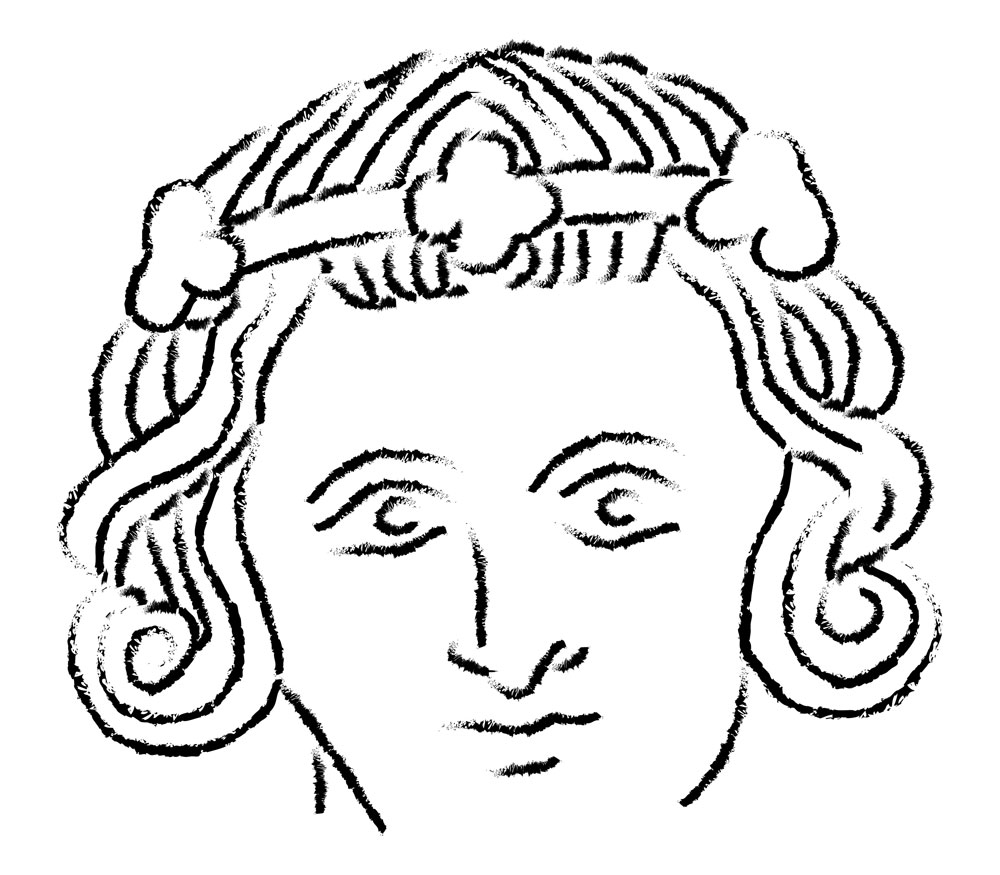

Skule Bårdsson, bijgenaamd Jarl Skule (ca. 1189 - 1240) was een jarl en hertog in Noorwegen. Skule was een zoon van Bård Guttormsson en een halfbroer van koning Inge (II) Bårdsson. Inge zou Skule tot jarl (regent) van Noorwegen benoemen.
Haakon (IV) Håkonsson van de Birkebeiner-partij werd in 1217 na het overlijden van Inge (II) tot koning gekozen toen hij nog maar 13 jaar oud was. Skule, al jarl onder Inge, zou ook de regent voor Haakon (IV) blijven en had dus feitelijk de macht in Noorwegen. 
In 1217 zou ook Filippus Simonsson, de laatste Bagli-koning, overlijden. Door snel en handig handelen op zowel politiek als militair gebied kon jarl Skule Bårdson een verzoening tot stand brengen tussen de Birkebeiners en Bagli-partij, de hereniging van het koninkrijk. Desondanks zouden enkele ontevreden lieden onder de Bagli een nieuwe troonskandidaat, Sigurd Ribbung, naar voren schuiven en organiseerden een nieuwe opstand in de oostelijke streken van Noorwegen. Deze werd in 1227 eindelijk bedwongen en Haakon (IV) was nu de enige koning in Noorwegen.
De eerste jaren onder Haakons regering werd Noorwegen door de jarl Skule Bårdsson bestuurd. Al aan het begin werd besloten dat Skule Bårdsson over een derde deel van het rijk zou regeren als jarl. Skule Bårdsson hielp Haakon ook bij de onderwerping van Sigurd Ribbungs opstand in het oosten. Maar de verstandhouding tussen Skule en Haakon werd meer en meer gespannen toen Haakon ouder werd en een beroep op zijn rechten als koning deed. In een poging tot verzoening trouwde Haakon in 1225 met Skules dochter Margaret Skulesdotter. Skule vond echter nog steeds dat hij te weinig macht had in Noorwegen en zou afwisselend deelnemen in opstanden tegen Haakon (IV). In 1237 zou Haakon de titel van Hertog aan Skule geven, voor het eerst in Noorwegen, als verzoenende daad. Maar na een poosje zou Skule toch weer rebelleren tegen Haakon. 
In 1239 kwam het tot een openlijke strijd tussen de twee toen Skule Bårdsson zich door zijn aanhangers tot koning liet benoemen op de Øyra-Ding in Nidaros. Skule probeerde ook zijn andere schoonzoon de jarl Knut Haakonsson aan zijn kant te krijgen, maar dit mislukte. Skule bevorderde een opstand tegen Haakon en wist een gevecht bij Låka in Nannestad te winnen, maar verloor in Oslo. Zijn groepering werd de Vårlbelgs (arme mensen) genoemd. In mei 1240 werd hij verslagen door Haakon en zijn aanhangers. Hij zocht zijn toevlucht in het Elgeseter klooster in Nidaros, maar Haakons manschappen staken het klooster in brand en Skule Bårdsson kwam om. Deze rebellie zou eveneens tot de dood leiden van de IJslandse (saga)schrijver Snorri Sturluson. Deze laatste rebellie wordt doorgaans als het einde beschouwd van de periode van de Noorse burgeroorlogen.
Een literaire handeling van Haakons worstelingen met Skule Bårdsson kan worden gevonden in Hendrik Ibsens stuk Kongsemnerne (1863).